# 岸部清
岸部 清（きしべ きよし、1931年1月3日 - 2019年2月11日）は、日本の歌手、実業家、元「東京ウエスタンボーイス」のメンバーで「ザ・サンズ・オブ・ドリフターズ」（現在の「ザ・ドリフターズ」）の初代リーダー。第一プロダクション創業者である。群馬県出身。

## 経歴・人物
- 1956年、「マウンテンボーイズ」との合併により、「ザ・サンズ・オブ・ドリフターズ」結成。初代リーダーとなり、3年半勤める。
- 1959年、「ザ・サンズ・オブ・ドリフターズ」リーダーの座を桜井輝夫に譲り脱退。渡辺プロダクションマネージャーを経て、芸能事務所「第一プロダクション」を創設し社長に就任する。同社の代表取締役社長、また音楽出版社協会の副会長、日本音楽事業者協会の名誉理事を兼任。
- 千昌夫や小林幸子や扇ひろ子らとの交友があった関係で演歌歌手を中心に所属タレントを増やしていきぴんからトリオの「女のみち」の大ヒットで大きく躍進した。
- 1972年には大阪市に第一プロダクション大阪支社、系列会社として小林プロダクションを立ち上げるが1978年に閉鎖している。その後キャッツタウンレコードを創設、アメリカ・ニューヨークにもスタジオを開設している[1]。
- 2017年、岸部の高齢により第一プロダクションが解散し、2018年破産した。
- 2019年2月11日、心不全により死去。肺癌で闘病中だったという。満88歳没[2]。

## 役職
- 第一プロダクション・グループ代表
- 音楽出版社協会、副会長
- 日本音楽事業者協会、名誉理事